# Dufouria nigrita
Dufouria nigrita là một loài ruồi trong họ Tachinidae.